# Baobab Grandidiera
Baobab Grandidiera (Adansonia grandidieri) – gatunek baobabu, występuje na Madagaskarze. Jest największym i najbardziej znanym z sześciu gatunków baobabów występujących na Madagaskarze, gatunek zagrożony. A. grandidieri otrzymał swoją nazwę na cześć francuskiego botanika i odkrywcy, Alfreda Grandidiera (1836–1921).
Ten gatunek baobabu został przedstawiony w filmie animowanym Madagaskar (2005) jako ogromne drzewo w centrum wyspy.

## Galeria

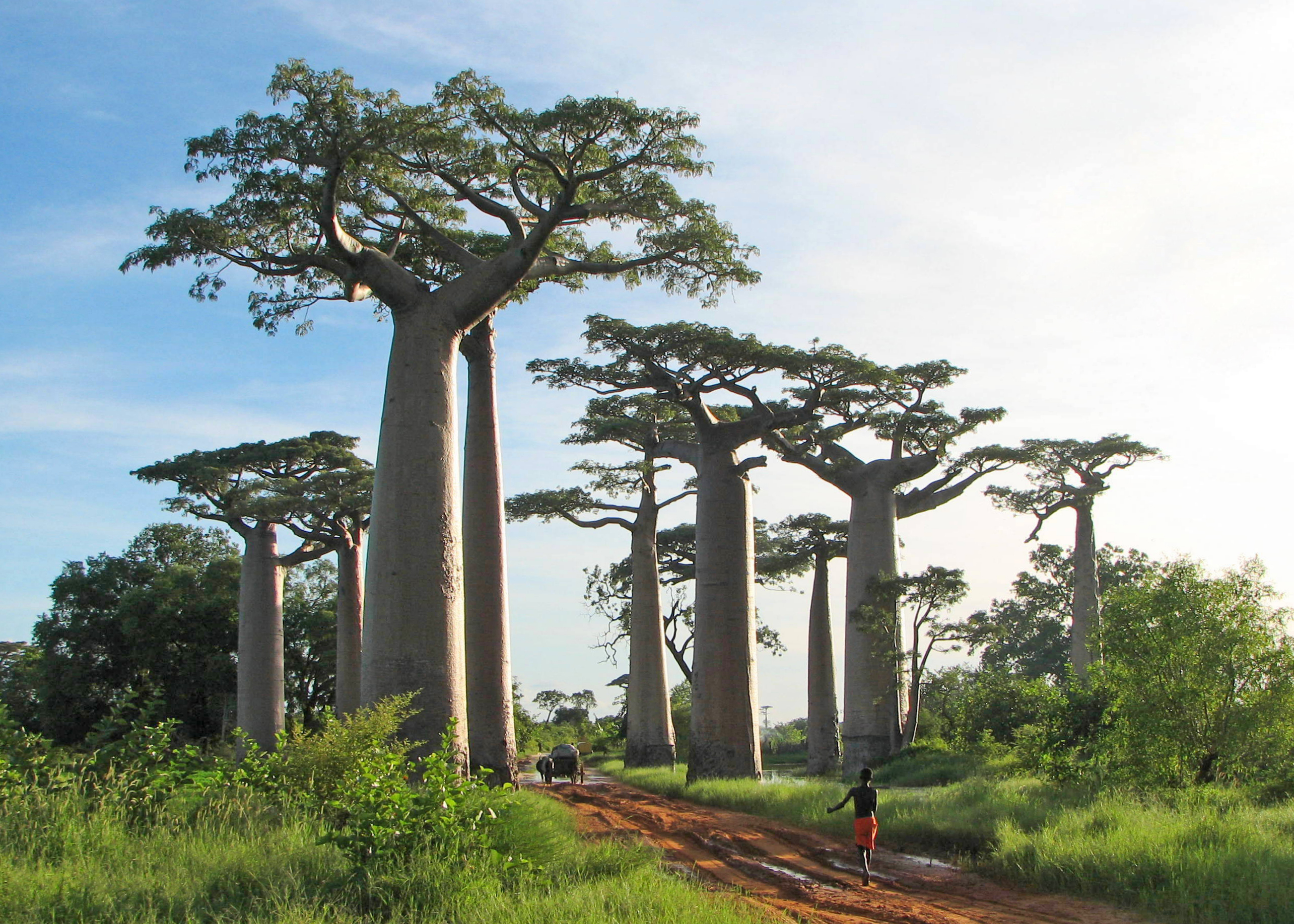
Aleja baobabów, Madagaskar
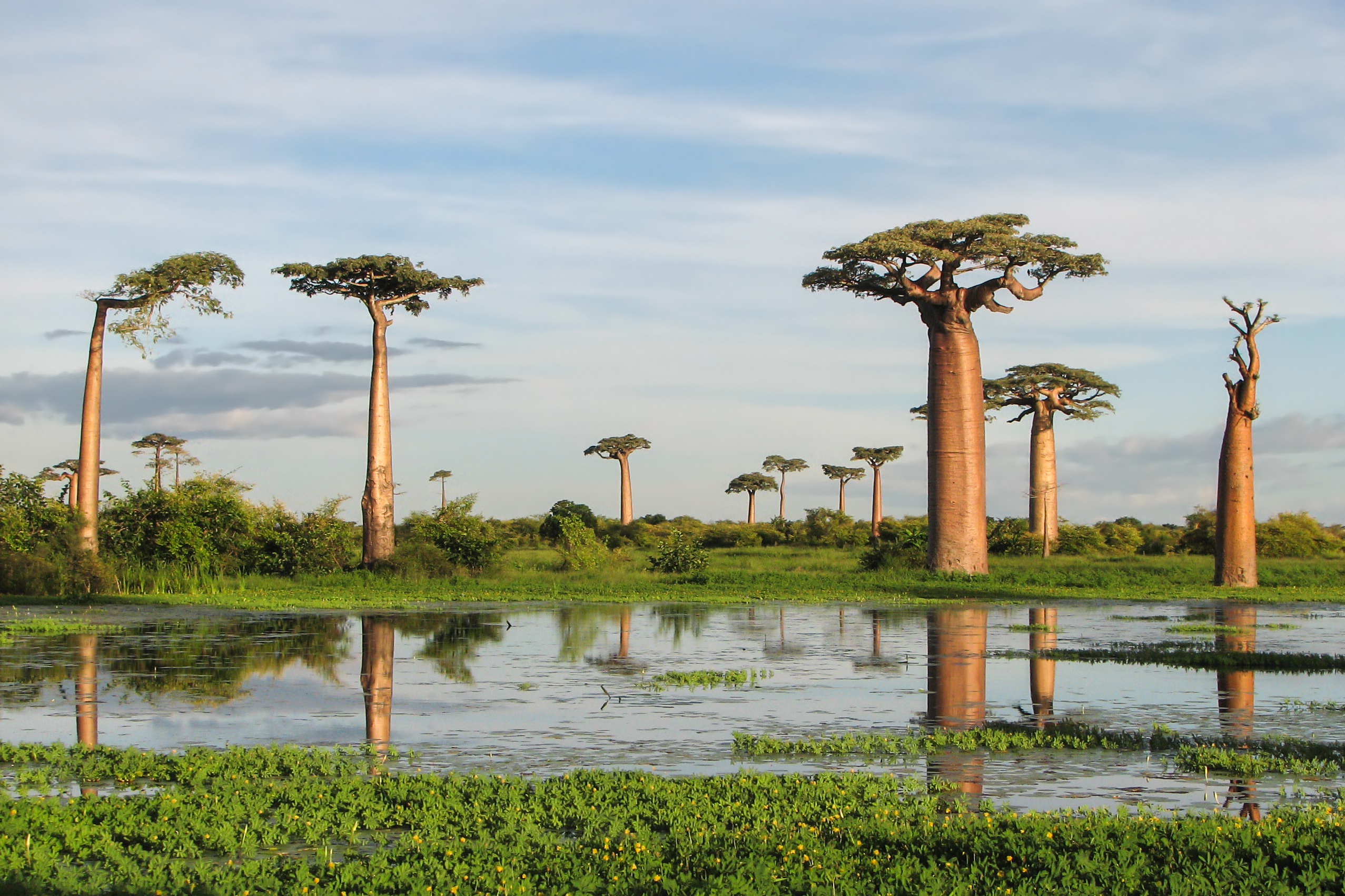
Adansonia grandidieri nieopodal Morondavy
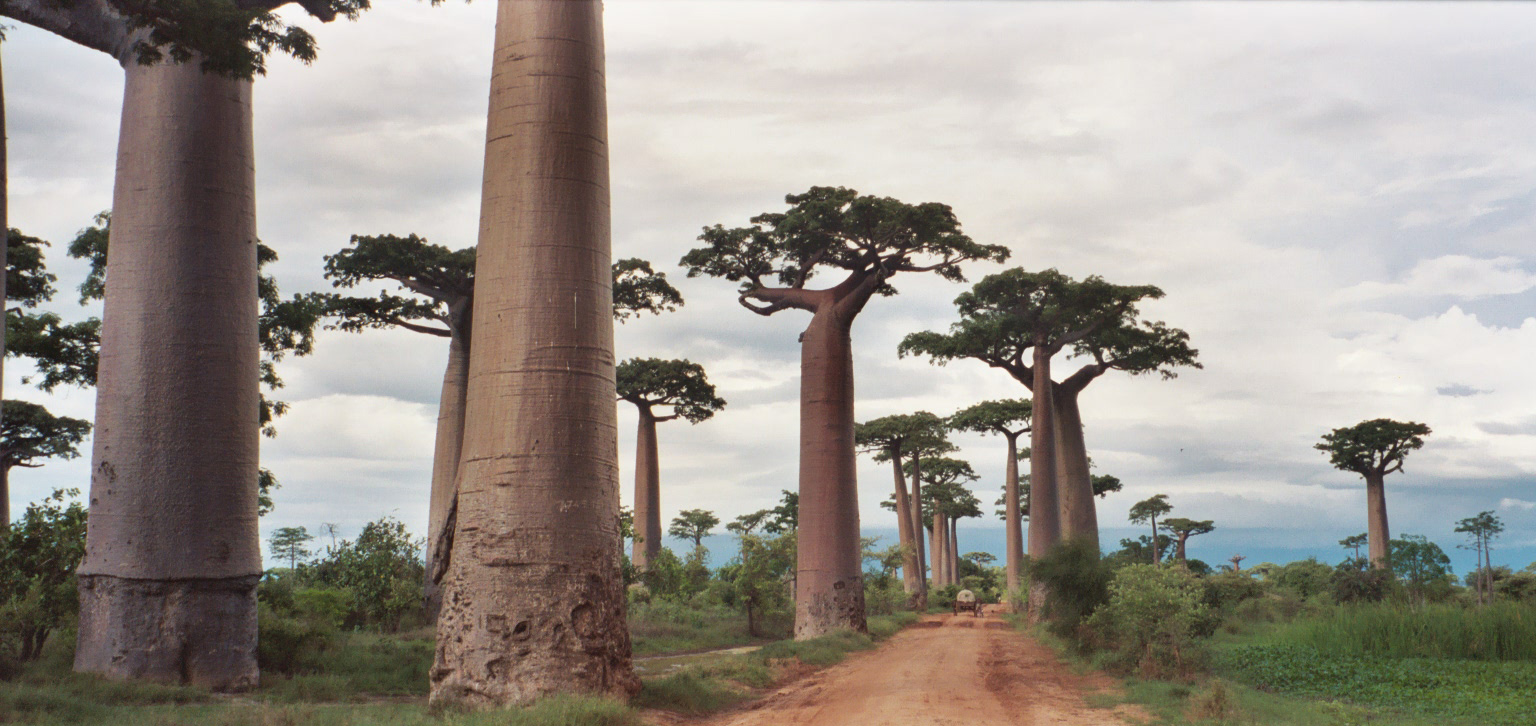
Aleja baobabów, Madagaskar
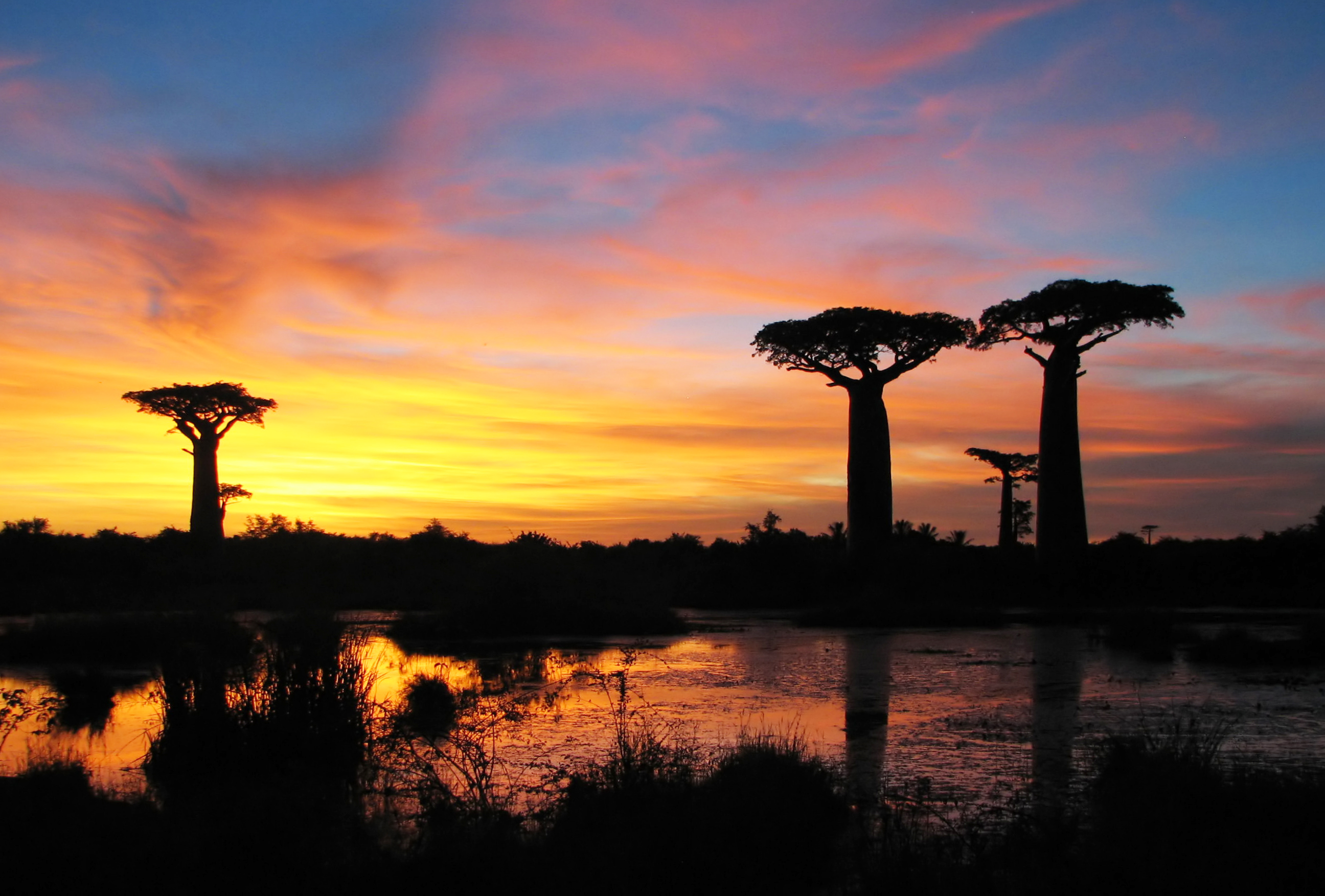
Baobaby niedaleko Morondavy, Madagaskar